# 반디캠
반디캠(Bandicam)은 DirectX나 OpenGL을 사용하는 응용 프로그램을 동영상으로 녹화하거나, 컴퓨터 화면의 특정 사각형 영역을 지정하여 녹화할 수 있는 유틸리티이다.
반디캠은 MPEG-1, H.264, Motion JPEG, Xvid, YV12, RGB24 비디오 코덱과 MPEG-1 L2, PCM, AAC 오디오 코덱을 지원하고 있으며, 녹화된 동영상은 AVI 및 MP4 파일 포맷으로 저장된다.
반디캠에서는 BMP, JPEG, PNG 포맷으로 스크린샷을 저장할 수도 있다.
프리웨어 버전의 반디캠을 사용하면, 모든 동영상 위쪽에 www.Bandicam.co.kr이라는 홈페이지 주소가 워터마크로 자리 잡으며, 동영상 녹화 시간이 10분으로 제한된다.

## 반디캠의 특징
- 비교적 리소스 부하가 적도록 최적화했다.
- 코덱 설정이 가능하다.
- 정품을 구매한 경우, 하드 디스크 및 리소스만 충분하다면 영구히 녹화할 수 있다.
- FULL HD 화질 이상의 화질로 녹화할 수 있다.
- 소리가 같이 녹화되며 이 소리들의 녹화 위치 및 음질과 음질 코덱 설정이 가능하다.
- DirectX/OpenGL로 녹화할 경우 FPS표시가 빨갛게 변한다. 거슬리면 이 표시를 없앨 수 있다.
- 손실 코덱을 사용하기 때문에 비손실 압축 코덱을 사용하는 제품에 비하여 비교적 녹화한 용량이 적다.
- 가장 흔히 쓰이는 규격인 AVI 및 MP4 포맷을 지원하므로 녹화된 동영상 파일의 호환성이 뛰어나다.

## 비디오 코덱
주로 지원되는 비디오 코덱은 다음과 같다.

### 내장 코덱
위에서 나온 것과 같은 5가지 코덱 이외에 현재 지원하는 코덱으로 H.264가 있다. 반디캠은 이 코덱에 하드웨어 가속 기능을 추가해서 리소스 부하가 적다고 알려져 있다.
- MPEG-1 : 나쁘지 않은 화질과 용량, 적은 리소스 부하로 인해 많이 쓰이는 코덱이다.
- H.264 : 좋은 화질과 작은 파일 용량. 하드웨어 가속을 사용할 경우 CPU 사용률도 적다.
- Xvid : MPEG-1보다 화질이 조금 앞선다.반디캠의 기본 코덱이며, 용량도 조금 많다. 외장으로 제공되는 그것보다는 많이 성능이 떨어진다.
- Motion JPEG : 저화질에 용량도 비교적 비대하지만 리소스 부하가 MPEG-1보다 적다.모든프레임이 키프레임이다.
- YV12,RGB24 : 무손실코덱이며 용량이 너무 비대하다. 권장하지 않는 코덱이다. (RGB24가 훨씬 압축률이 낮다.)

### 외장 코덱
반디캠은 그 외의 외장코덱도 지원한다.반디캠 사용법에 나와 있는 4종류의 외장코덱 외에도 다른 외장 코덱을 지원한다.

## 오디오 코덱
오디오 코덱은 현재 내장 코덱만 있다. 하지만 최근 외장 오디오 코덱에 대한 요구가 들어오면서 반디캠컴퍼니에서 논의 중이라고 한다.
- MPEG-1 L2 : 리소스 부하가 적고 압축률이 높다. 다만 음질은 그다지 좋지 않다.
- PCM : 코덱이라기 보다는 그냥 압축하지 않는다는 표시이다.(실제로 오디오를 압축하지 않고 저장한다. 무손실 코덱이 아니다.) 호환성이 좋고 음질이 뛰어나지만 용량이 커진다.(실제로는 음질이 뛰어난 것도 아닐 수있다.)
- AAC

## 같이 보기
- 크리플웨어